# The Wild Ride
The Wild Ride är en amerikansk svart/vit film från 1960 med Jack Nicholson i huvudrollen, som den tuffe Johnny Varron.
Filmen är 60 minuter lång och släpptes första gången: 17 juni 1960.
Regissör och producent var Harvey Berman, filmmanus skrevs av Marion Rothman, Burt Topper och Ann Porter.

## Skådespelare
- Jack Nicholson som den tuffe Johnny Varron
- Georgianna Carter som Nancy
- Robert Bean  som Dave
- Carol Bigby som Joyce
- John Bologni  som Barny
- Gary Espinosa som Cliff
- Judith Trezise som Ann

## Handling
Johnny är en upprorisk tonåring som använder fritiden till att köra bilrece
Övrig tid festar han och ser till att det blir bråk. Både med poliser, kompisar och allmänheten.